# Davidson Morais
Davidson de Oliveira Morais (Belo Horizonte, 18 luglio 1981) è un ex calciatore brasiliano, di ruolo difensore.

## Carriera
Ha giocato nella massima serie dei campionati greco, ucraino e cipriota.

## Palmarès

### Club
- Campionato cipriota: 1

Omonia: 2009-2010
- Supercoppa di Cipro: 1

Omonia: 2010
- Coppa di Cipro: 2

Omonia: 2010-2011, 2011-2012